# Palicourea nigricans
Palicourea nigricans är en måreväxtart som beskrevs av Kurt Krause. Palicourea nigricans ingår i släktet Palicourea och familjen måreväxter. Inga underarter finns listade i Catalogue of Life.